# Lux-Post
Lux-Post és un setmanari gratuït publicat a Luxemburg per Editpress. Lux-Post té la major difusió de qualsevol publicació del país, amb més de 135.000 còpies distribuïdes per setmana.